# Czerniejewicze (rejon piński)
Czerniejewicze (biał. Чарнеевічы; ros. Чернеевичи) – wieś na Białorusi, w obwodzie brzeskim, w rejonie pińskim, w sielsowiecie Mołotkowicze. Od wschodu i północy graniczy z Pińskiem.
W dwudziestoleciu międzywojennym leżały w Polsce, w województwie poleskim, w powiecie pińskim, w gminie Żabczyce. Po II wojnie światowej w granicach Związku Sowieckiego. Od 1991 w niepodległej Białorusi.